# Ebert Willian Amâncio
Ebert Willian Amâncio, mais conhecido como Betão (São Paulo, 11 de novembro de 1983), é um ex-futebolista brasileiro com nacionalidade italiana que atuava como zagueiro, volante, lateral-direito e lateral-esquerdo por 21 temporadas.
Atualmente é diretor técnico do Náutico.

## Carreira

### Corinthians
Betão foi formado nas categorias de base do Corinthians. Estreou na equipe profissional com apenas 17 anos, no empate (2 a 2) com o Atlético-MG, em 18 de novembro de 2001. Considerado uma "prata da casa", conquistou os títulos do Torneio Rio-São Paulo de 2002 e da Copa do Brasil de 2002, do Campeonato Paulista de 2003 e do Campeonato Brasileiro de 2005 pelo clube. Em 2007, ele completou 200 jogos com a camisa corintiana, recebendo uma singela homenagem no Estádio do Pacaembu.
No dia 7 de outubro de 2007, no estádio do Morumbi, em jogo válido pela 30ª rodada do Campeonato Brasileiro de 2007, contra o São Paulo, Betão marcou o gol da vitória corintiana e quebrou um tabu histórico de quatro anos sem vitórias sobre o rival. No entanto, Betão também entrou para a história corintiana naquele ano por fazer parte da campanha com a equipe que foi rebaixada para a Série B do Brasileiro.
Em 215 jogos pelo Corinthians, Betão balançou as redes quatro vezes.

### Santos e Dínamo de Kiev

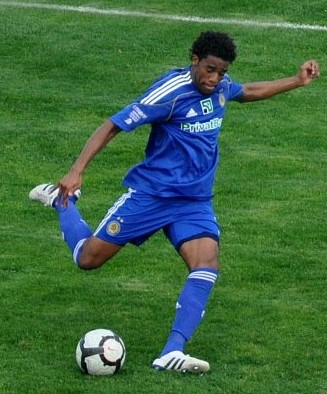
Betão atuando na Ucrânia pelo Dínamo de Kiev.

Em 8 de janeiro de 2008, Betão acertou por três anos com o Santos FC. Após ter disputado a Libertadores 2008 pelo clube, acertou após poucos meses sua transferência para a Ucrânia, no Dínamo de Kiev em uma transferência envolvendo o empréstimo de Michael para o Santos até o final do ano. Pelo clube, marcou dois gols em 32 partidas.
Em 9 de fevereiro de 2011, Betão anunciou, em seu Twitter oficial, que iniciaria uma carreira de jornalista, ao começar a escrever uma coluna no site Debate Bola - @futebol_minuto.
Seu primeiro gol pelo clube foi marcado em janeiro de 2012, na vitória de sua equipe por 5 a 0 sobre o Videoton, da Hungria, em amistoso disputado em Marbella, na Espanha.
Em sua primeira passagem pelo clube, Betão disputou 215 jogos, quatro edições da UEFA Champions League, foi campeão Ucraniano (2009) e bicampeão da Supercopa da Ucrânia (2009 e 2011).

### Évian
Em janeiro de 2013 Betão se transferiu para o Évian, da França. Em maio do mesmo ano, ao contrário do usual, o zagueiro comemorou, pela primeira vez, jogar em um time menor, pelo qual quase nunca é favorito. Além do mais, aproveitou para criticar os atacantes brasileiros, utilizando como exemplo o sueco Zlatan Ibrahimović, do Manchester United, e ex-PSG.

Para Betão:
“No Brasil (ao contrário de Ibra), os jogadores não ficam dois minutos sem cair e sem reclamar. Tentam ganhar na “malandragem” e passam a responsabilidade para os árbitros. É um estilo que não leva a nada.”

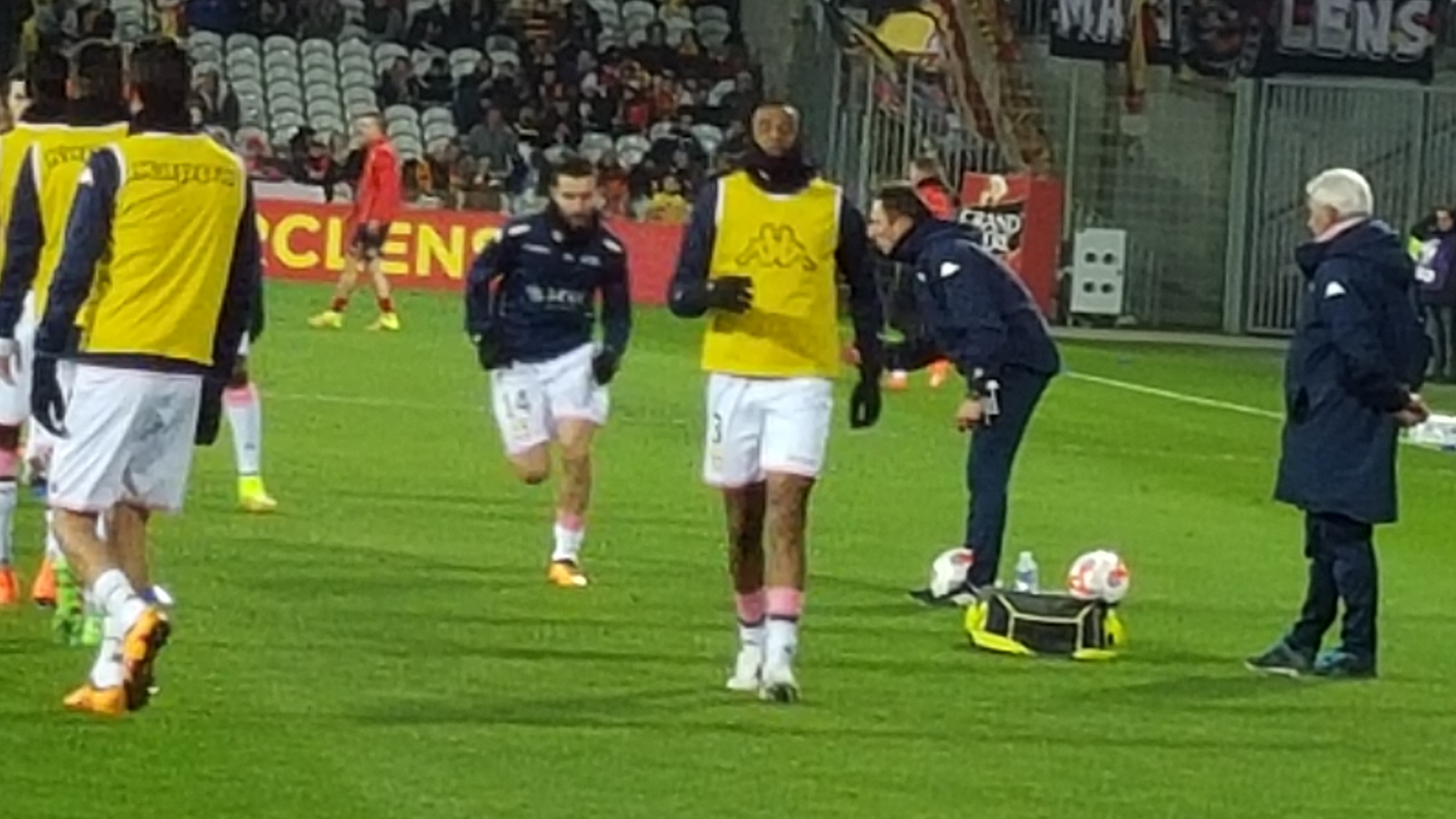
Betão (de chuteiras brancas) no aquecimento antes da partida entre Lens vs. Évian.

Em 2013 foi emprestado ao Évian.

### Ponte Preta
Mas no mesmo ano em que foi emprestado para o Évian, retornou ao Brasil para atuar pela Ponte Preta. Após o rebaixamento da Macaca, Betão foi dispensado.

### Dínamo de Kiev

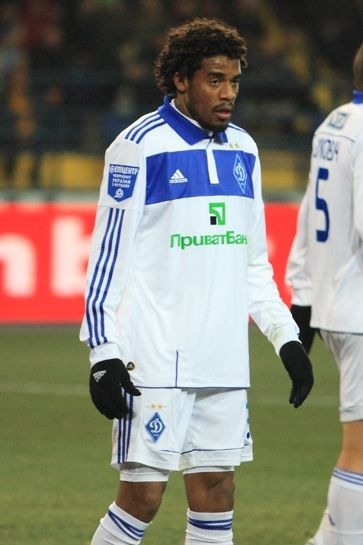
Betão em 2011 com o uniforme do Dínamo de Kiev.

Em 2015 acertou sua volta para o Dínamo de Kiev. Betão chegou em Kiev, na Ucrânia, com status de ídolo.
Pelo clube, Betão chegou a 165 partidas disputadas pela equipe ucraniana e conquistou cinco títulos entre Liga e Supertaça Ucraniana e Taça Ucrânia.

### Avaí
No dia 10 de agosto de 2016, assinou seu contrato com o Avaí. Betão fez uma belíssima campanha pelo clube na Série B de 2016, e assim, garantido a vice-liderança do time no campeonato, despertando interesse do Santos FC em sua contratação. Porém, o zagueiro não foi aprovado pelo técnico Dorival Júnior.
No dia 7 de fevereiro de 2017, Betão renovou seu contrato com o Avaí por mais 2 anos, vencendo em 2019.
Pelo Avai, Betão foi bicampeão catarinense (2019 e 21), conquistou o acesso ao Brasileirão três vezes (2016, 18 e 21).
Em maio de 2022, aos 38 anos, Betão anunciou a aposentadoria dos gramados no Avaí, com status de ídolo, sendo o zagueiro que mais vestiu a camisa do Leão, em 271 partidas. A partir daquele momento, exerceria a função de Coordenador de base no clube.

## Estatísticas

### Todos os gols de Betão pelo Corinthians
|    | Data                   | Local                | Placar | Resultado | Adversário  | Gols | Competição |
| -- | ---------------------- | -------------------- | ------ | --------- | ----------- | ---- | ---------- |
| 1. | 13 de outubro de 2005  | Santos, Vila Belmiro | 1–1    | 3–2       | Santos      | 1    | Brasileiro |
| 2. | 29 de setembro de 2007 | São Paulo, Pacaembu  | 1–2    | 1–2       | Sport       | 1    | Brasileiro |
| 3. | 7 de outubro de 2007   | São Paulo, Morumbi   | 1-0    | 1–0       | São Paulo   | 1    | Brasileiro |
| 4. | 4 de novembro de 2007  | São Paulo, Pacaembu  | 1–0    | 2–2       | Atlético/PR | 1    | Brasileiro |

### Jogos pela Ponte Preta
Expanda a caixa de informações para conferir todos os jogos deste jogador, pela Ponte Preta.

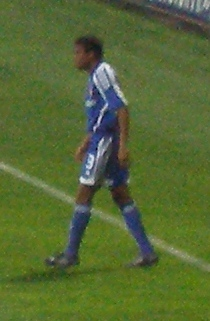
Betão em 2009.

|     | Data          | Local                                 | Resultado | Adversário       | Gols | Competição                 |
| --- | ------------- | ------------------------------------- | --------- | ---------------- | ---- | -------------------------- |
| 1.  | 21 de agosto  | Campinas, Moisés Lucarelli            | 2–1       | Criciúma         | 0    | Copa Sul-Americana de 2013 |
| 2.  | 24 de agosto  | Campinas, Moisés Lucarelli            | 0–2       | Cruzeiro         | 0    | Campeonato Brasileiro      |
| 3.  | 27 de agosto  | Criciúma, Estádio Heriberto Hülse     | 0–0       | Criciúma         | 0    | Copa Sul-Americana de 2013 |
| 4.  | 31 de agosto  | Porto Alegre, Arena do Grêmio         | 0–1       | Grêmio           | 0    | Campeonato Brasileiro      |
| 5.  | 4 de setembro | São Paulo (cidade), Canindé           | 1–2       | Portuguesa       | 0    | Campeonato Brasileiro      |
| 6.  | 7 de setembro | Campinas, Moisés Lucarelli            | 1–3       | Internacional    | 0    | Campeonato Brasileiro      |
| 7.  | 3 de outubro  | Belo Horizonte, Estádio Independência | 0–4       | Atlético Mineiro | 0    | Campeonato Brasileiro      |
| 8.  | 7 de novembro | Buenos Aires, Estádio José Amalfitani | 2–0       | Vélez Sársfield  | 0    | Copa Sul-Americana de 2013 |
| 9.  | 1 de dezembro | Campinas, Moisés Lucarelli            | 0–2       | Portuguesa       | 0    | Campeonato Brasileiro      |
| 10. | 8 de dezembro | Caxias do Sul, Estádio Centenário     | 0–0       | Internacional    | 0    | Campeonato Brasileiro      |

## Títulos
Corinthians
- Torneio Rio-São Paulo: 2002
- Copa do Brasil: 2002
- Campeonato Paulista: 2003
- Campeonato Brasileiro: 2005

Dínamo de Kiev
- Campeonato Ucraniano: 2008–09, 2014–2015
- Copa da Ucrânia: 2014–15
- Supercopa da Ucrânia: 2009–10, 2011–12[22]

Avaí
- Taça Atlético Nacional de Medellín (turno do Campeonato Catarinense especial 2017): 2017
- Campeonato Catarinense: 2019 e 2021

## Prêmios individuais
- Melhor zagueiro do Campeonato Catarinense: 2019
- Seleção do Campeonato Catarinense:  2021

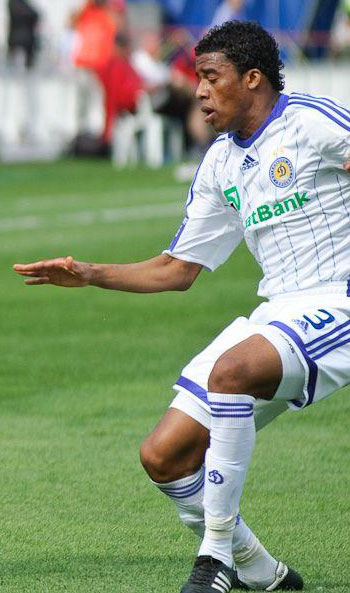
Betão atuando pelo Dínamo de Kiev.